# Aeonium sedifolium
Aeonium sedifolium es una especie de planta tropical con hojas suculentas del género Aeonium en la familia de las crasuláceas.

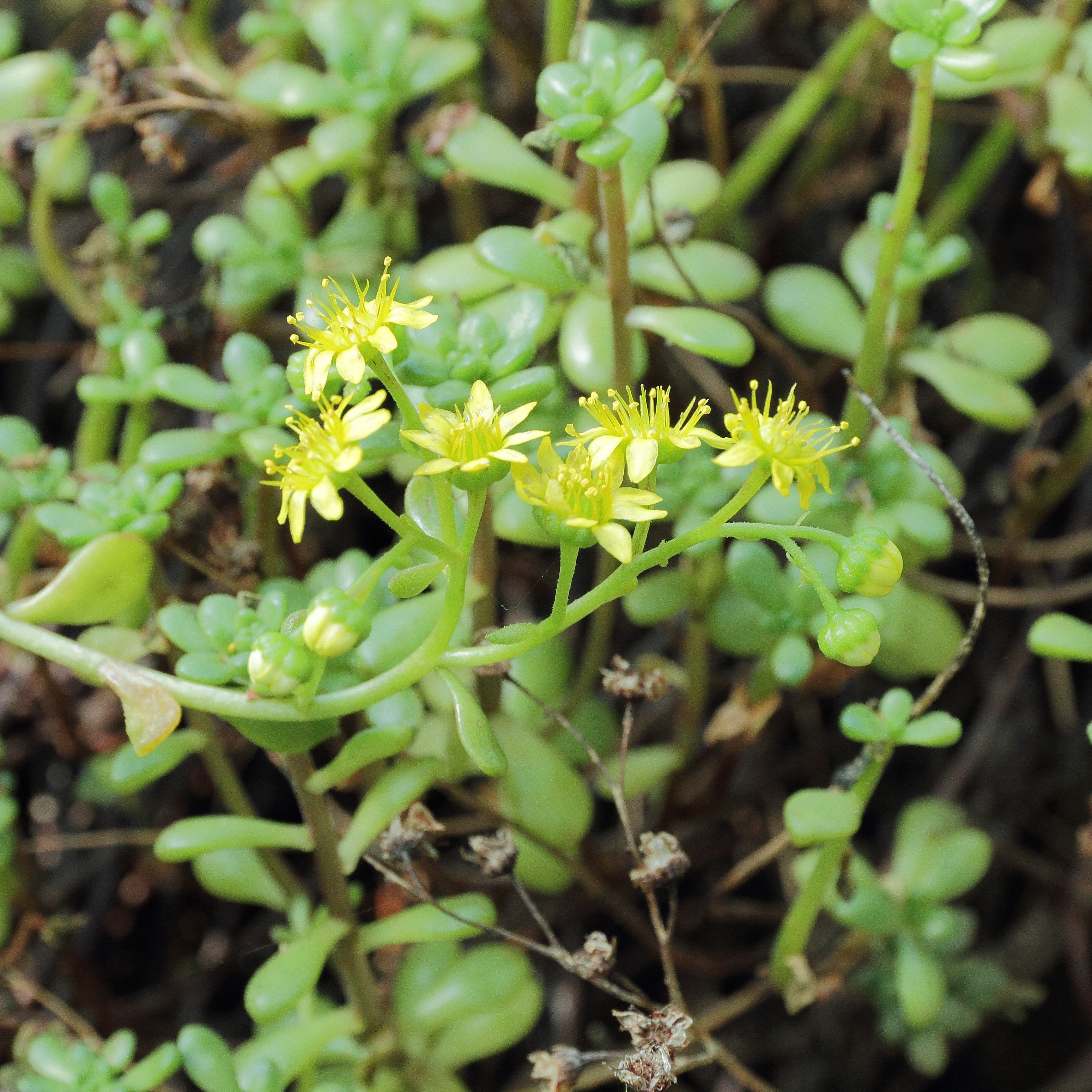
Detalle de la planta en flor

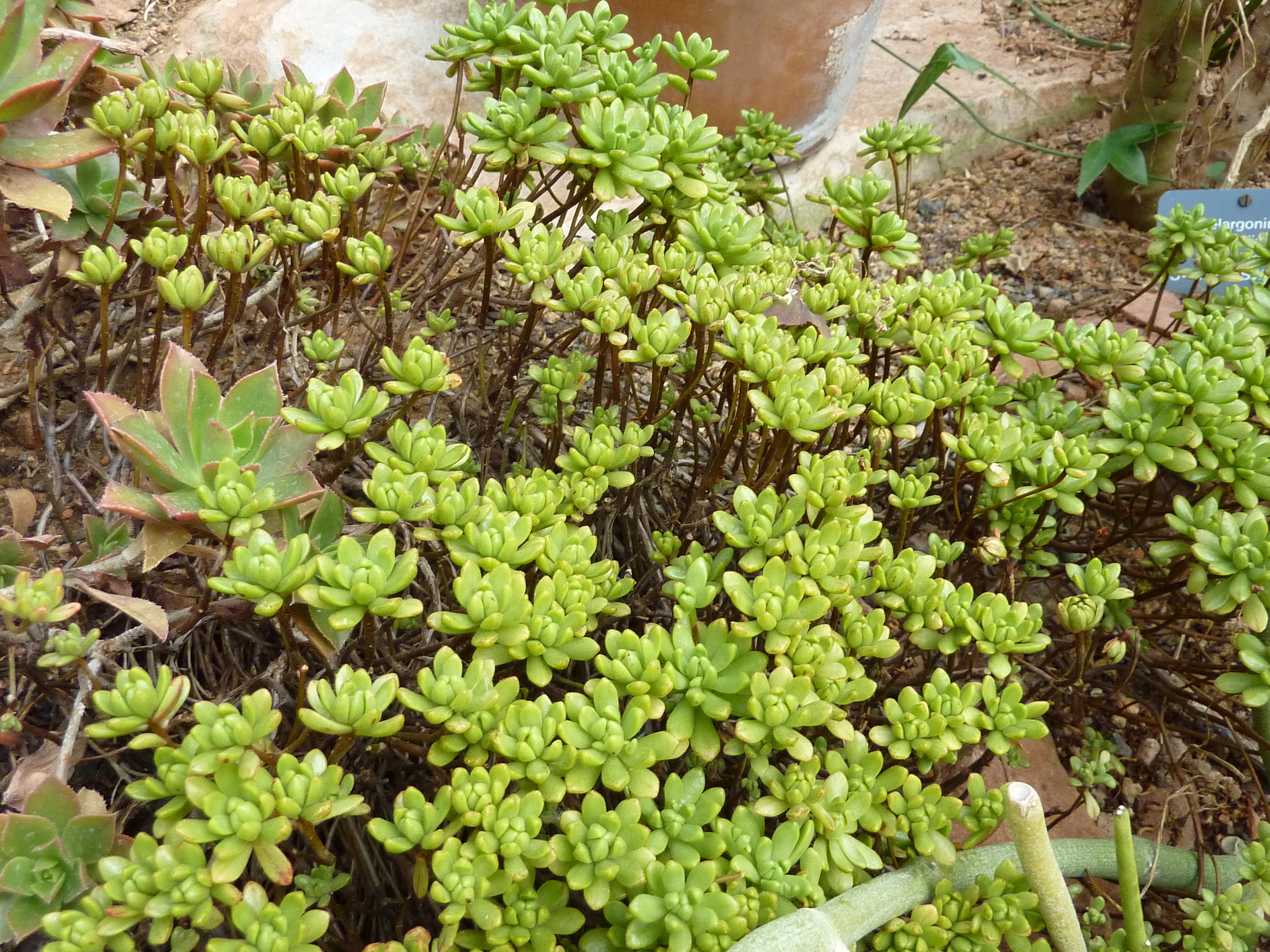
Detalle de las hojas

## Descripción
Pertenece al grupo de especies arbustivas pequeñas, que alcanza los 40 cm, con tallos ramificados y hojas cortas de 1.2 cm de longitud. Se diferencia de otras especies porque las hojas, muy carnosas, poseen listas rojas y por sus flores de color amarillo.

## Distribución geográfica
Aeonium sedifolium es un endemismo de la isla de Tenerife y La Palma en las Islas Canarias.

## Taxonomía
Aeonium sedifolium fue descrita por (Webb ex Bolle) Pit. & L.Proust   y publicado en Isles Canaries 193. 1909.
Etimología
Ver: Aeonium
sedifolium:  epíteto que procede de sedum, que es otro género incluido en Crassulaceae, y folius, que significa "follaje", es decir que posee hojas parecidas a plantas del género Sedum.
Sinonimia
- Aichryson sedifolium Webb ex Bolle basónimo
- Sempervivum masferreri Hillebr.
- Sempervivum sedifolium (Webb et Bolle) Christ.
- Greenovia sedifolia (Webb ex Bolle) Webb[5][6]